# Čihadlo (Javornice)
Čihadlo je malá osada, součást obce Javornice v okrese Rychnov nad Kněžnou. Nachází se asi 1 km jihozápadně od Javornice na křižovatce žluté a zelené turistické značky. V roce 2017 se zde nacházelo 5 domů.
Čihadlo leží v katastrálním území Javornice o výměře 18,41 km².

## Fotografie

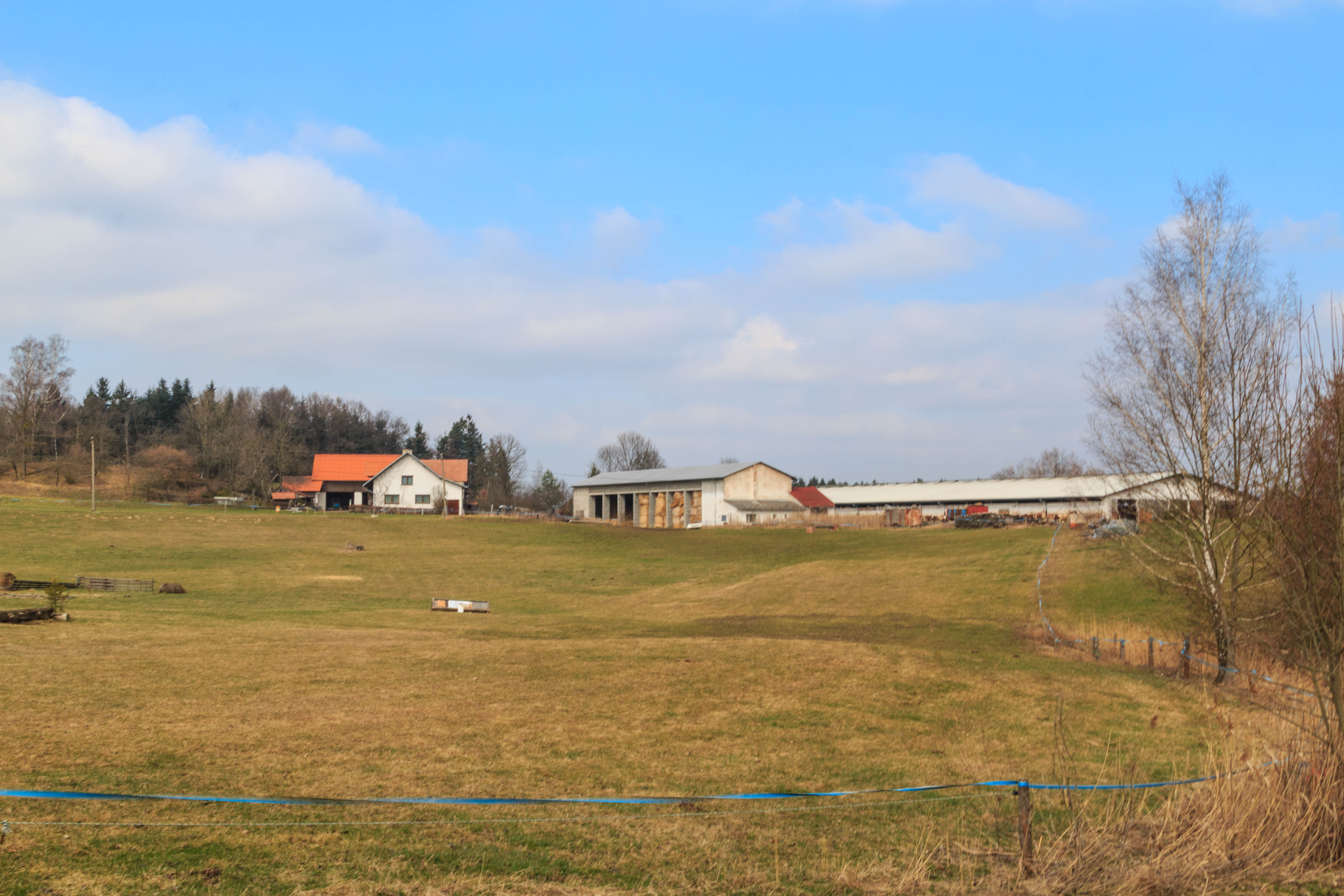
Čihadlo u Javornice čp. 143
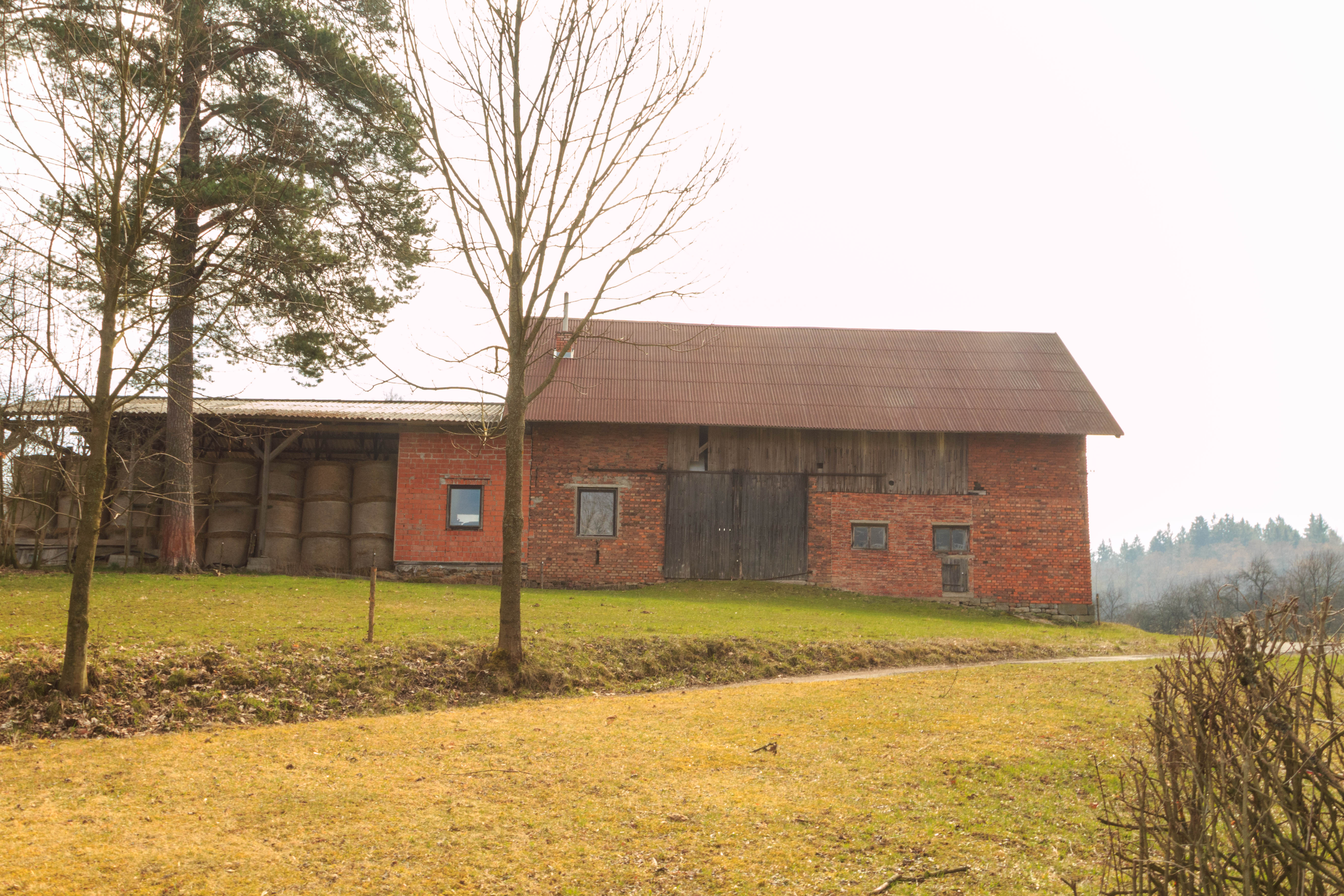
Čihadlo u Javornice čp. 113
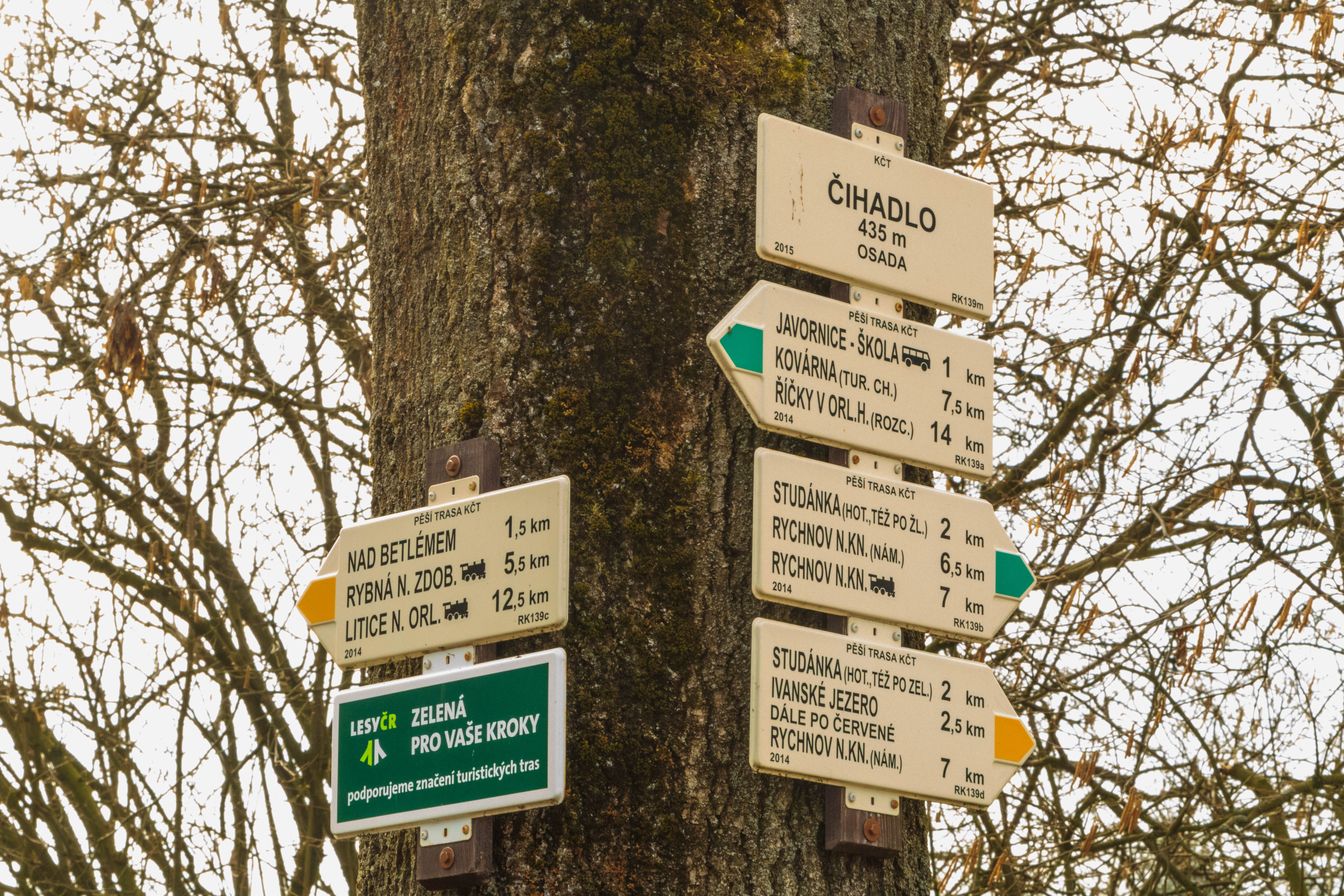
Turistický rozcestník
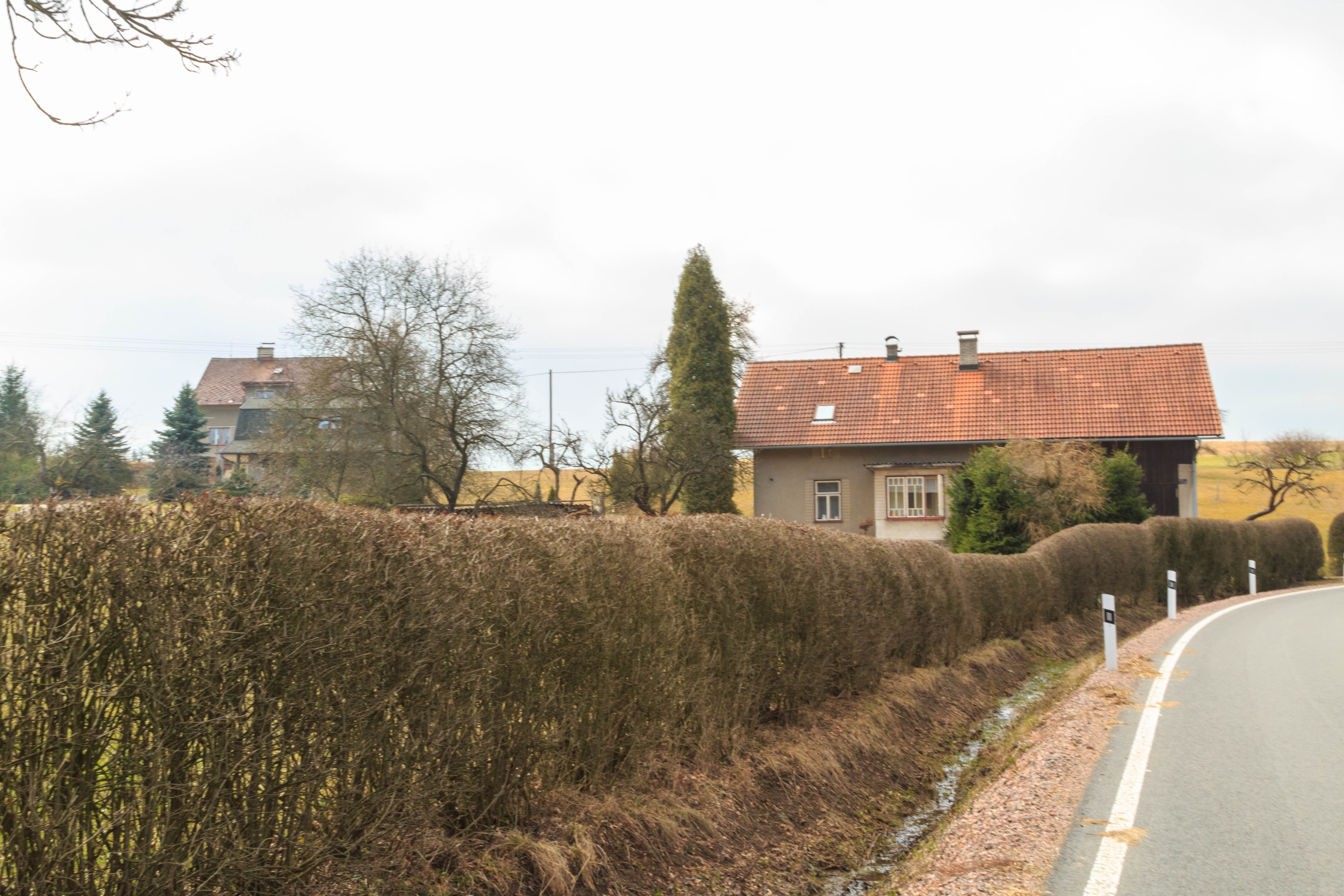
Čihadlo u Javornice čp. 312